# László Kövér
László Kövér (Pápa, 29 dicembre 1959) è un politico ungherese, Presidente dell'Assemblea nazionale dell'Ungheria dal 2010. È stato per ben due volte Presidente dell'Ungheria, sebbene solo ad interim, in seguito alle dimissioni dei presidenti precedenti: nel primo caso dal 2 aprile al 10 maggio 2012, succedendo a Pál Schmitt e, nel secondo, dal 26 febbraio al 5 marzo 2024, succedendo a Katalin Novák.
È un membro fondatore dal 1988 del partito Fidesz ed è stato ministro senza portafoglio per i servizi di intelligence civile durante la prima legislatura del governo Viktor Orbán. Nel 2000 è stato nominato leader del partito, ma si è dimesso l'anno successivo.

## Biografia
László Kövér è nato nella città di Pápa. Suo nonno paterno era un falegname e anche un membro del Partito socialdemocratico ungherese (MSZDP) e successivamente del Partito dei lavoratori ungheresi (MDP) e del Partito socialista dei lavoratori ungheresi (MSZMP), che aveva prestato servizio nell'esercito ungherese Repubblica Sovietica nel 1919. Gli antenati materni appartenevano alla classe media. Suo nonno materno era un tassista. I suoi genitori erano László Kövér, Sr. (1933–1993), un fabbro, ed Erzsébet Ábrahám (nata nel 1939). Suo fratello, Szilárd, è un giurista. 
Ancora negli anni '90 dichiarò di essere socialista e sostenne che l'aggettivo "socialista" fosse incluso nel nome della loro organizzazione studentesca (in seguito divenne Fidesz), che alla fine fu bocciato dalla maggioranza in cui c'era Viktor Orbán. Ha partecipato attivamente alle tappe  importanti della transizione ungherese e dei negoziati politici tripartiti del 1989. 
Deputato al Parlamento dal 1990, è ora presidente del Consiglio di Fidesz - Unione Civica Ungherese. Era solito guidare il suo gruppo politico all'Assemblea nazionale e aveva presieduto il Comitato per la sicurezza nazionale per due mandati. È stato ministro senza portafoglio responsabile dei servizi di sicurezza nazionale civile durante il primo gabinetto di Orbán. Poco dopo è stato eletto Presidente di Fidesz, carica che ha ricoperto fino al 5 maggio 2001.

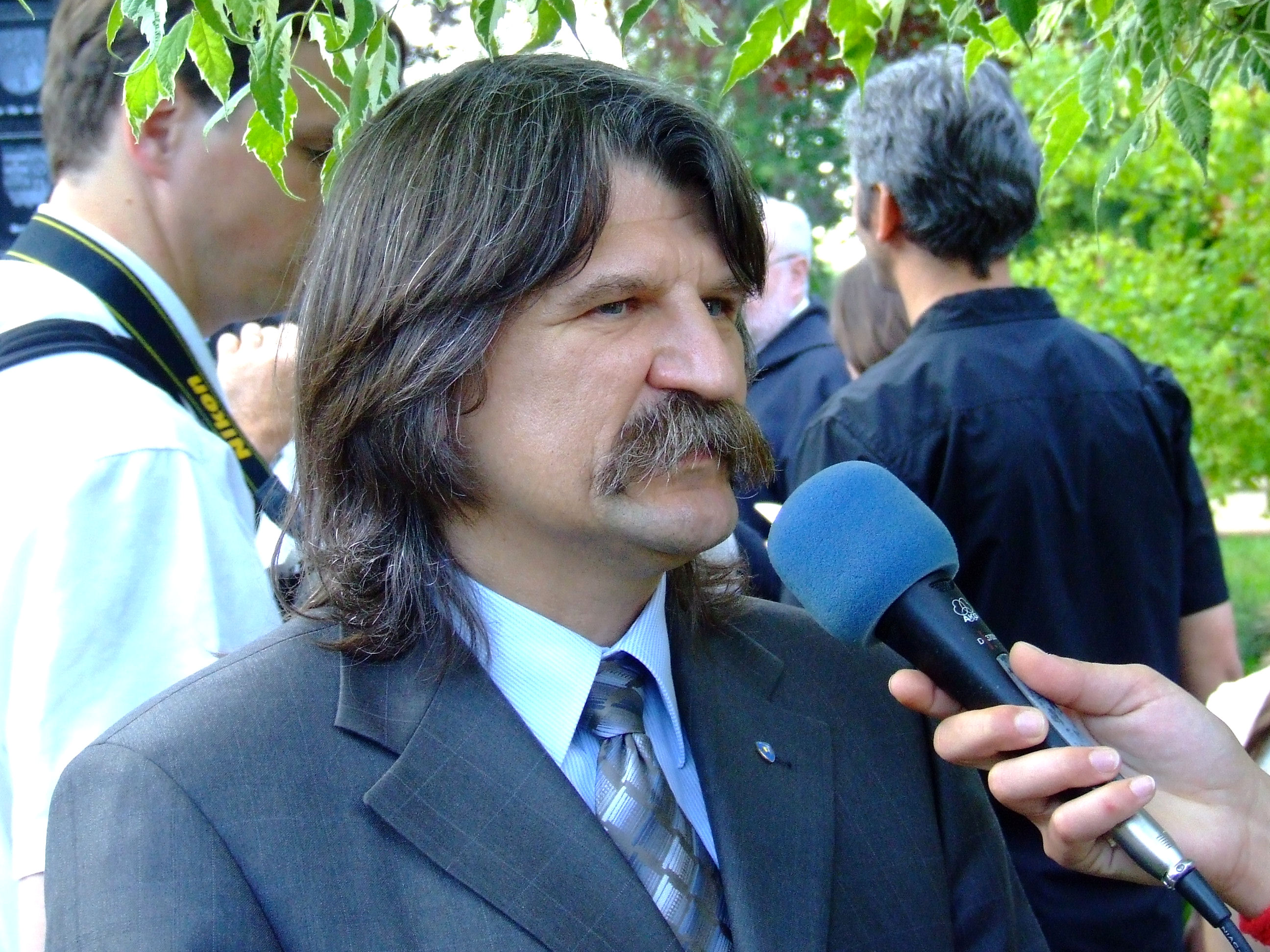
László Kövér nel 2007

Nel periodo dal 1996 al 2009 è stato membro del Consiglio dell'Associazione Ungherese per la Cooperazione Civica. Membro del consiglio dell'Associazione ungherese del servizio internazionale per la sicurezza dei bambini dal 1990, ne è presidente dal 1994.
Dopo le elezioni parlamentari del 2006, quando Fidesz ha perso le elezioni per la seconda volta, Kövér ha giurato che non si sarebbe tagliato i capelli fino a quando il partito non fosse stato di nuovo in grado di formare un governo. Dopo quattro anni, quando il partito ha ottenuto la maggioranza dei due terzi dei seggi ottenendo il 52% dei voti, Kövér è apparso con i capelli corti nella sessione inaugurale della sesta legislatura il 14 maggio 2010.
È stato eletto presidente dell'Assemblea nazionale dell'Ungheria il 22 luglio 2010. Kövér ha anche assunto la carica il 5 agosto, dopo che il suo predecessore, Pál Schmitt, ha sostituito László Sólyom come presidente dell'Ungheria.
Nel gennaio 2017, Kövér ha tagliato i suoi iconici baffi, che sono stati il suo marchio di fabbrica durante la sua carriera politica.
Il 26 febbraio 2024, in seguito alle dimissioni della presidente dell'Ungheria Katalin Novák, assume per la seconda volta la carica di Presidente ad interim. Si tratta del primo politico ad assumere, nella storia del paese, tale incarico più di una volta.

## Vita privata
László Kövér si è sposato nel 1987, sua moglie è Mária Bekk, insegnante di storia ed etnografia della scuola secondaria. Hanno tre figli: Vajk (1988), Botond (1989) e Csenge (1994).